# لستر برد
لستر برد (انگلیسی: Lester Bird) زادهٔ ۲۱ فوریهٔ ۱۹۳۸ – درگذشته ۹ اوت ۲۰۲۱) یک سیاست‌مدار اهل آنتیگوا و باربودا بود.